# Bismarck-Nationaldenkmal
Bismarck-Nationaldenkmal, także: Bismarck-Denkmal (pol. „Pomnik Bismarcka w Berlinie”, „Pomnik Ottona von Bismarcka w Berlinie”) – pomnik znajdujący się w Berlinie, w dzielnicy Tiergarten, po północnej stronie placu Großer Stern. Upamiętnia pierwszego kanclerza zjednoczonych Niemiec Ottona von Bismarcka. Zbudowano go w latach 1897–1901 na placu Königsplatz (obecnie Platz der Republik), położonym przed gmachem Reichstagu. Monument zaprojektował Reinhold Begas; berliński pomnik Bismarcka jest jego ostatnim wielkim dziełem. W 1938 roku pomnik został przeniesiony w obecne miejsce ze względu na projekt urbanistyczny, będący częścią Planu Germania.

## Historia

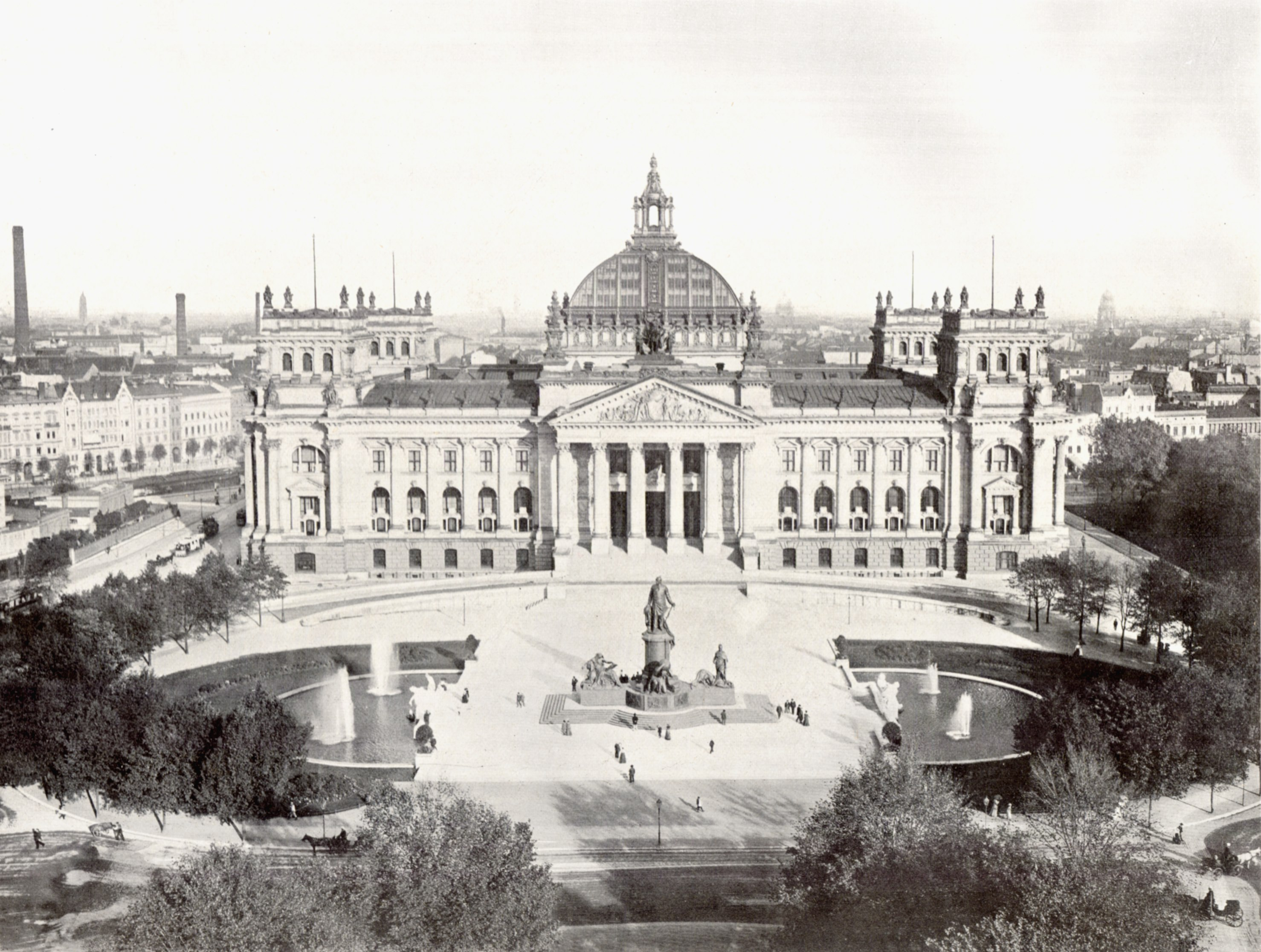
Widok na pomnik na placu przed gmachem Reichstagu około 1900 roku

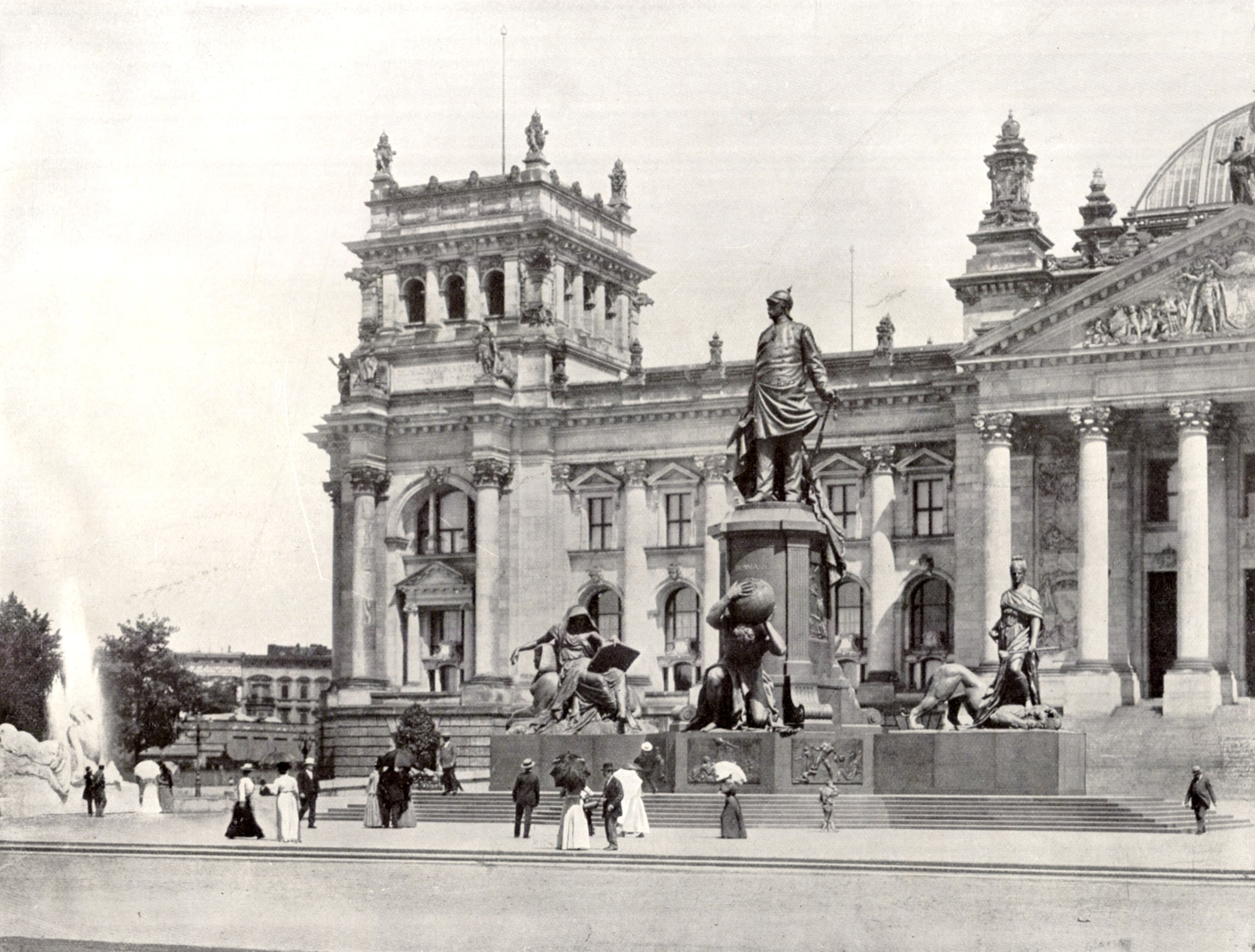
Pomnik w pierwotnej lokalizacji około 1900 roku

Początkowo został ogłoszony konkurs na projekt poświęconego pierwszemu kanclerzowi Niemiec Ottonowi von Bismarckowi pomnika. Udział wzięło w nim ponad 90 artystów, jednak żaden z nich nie przedstawił propozycji, która cieszyłaby się aprobatą cesarza Wilhelma II, w związku z czym przygotowanie projektu monumentu zlecono cenionemu rzeźbiarzowi Reinholdowi Begasowi. Jako lokalizację obiektu wybrano wschodnią część placu Königsplatz (obecnie Platz der Republik), położonego przed gmachem Reichstagu. W 1897 roku rozpoczęła się budowa pomnika. Do prac rzeźbiarskich przy monumencie Begas zaangażował swoich uczniów, m.in. Augusta Gaula, który podobnie jak w przypadku zbudowanego wcześniej Narodowego Pomnika Cesarza Wilhelma I na Schloßfreiheit, pracował całkiem niezależnie nad jedną ze zdobiących cokół kompozycji rzeźbiarskich. 16 czerwca 1901 roku berliński pomnik Ottona von Bismarcka został odsłonięty. Nowo wybudowany monument był obramowany dwoma półokrągłymi zbiornikami wodnymi i wykonanymi z piaskowca przez Ludwiga Cauera kompozycjami rzeźbiarskimi, przedstawiającymi najady i trytony.
W 1938 roku, ze względu na projektowaną przez Alberta Speera oś północ-południe (niem. Nord-Süd-Achse), będącą częścią Planu Germania, pomnik Ottona von Bismarcka wraz z Kolumną Zwycięstwa oraz pomnikami Albrechta von Roona i Helmutha Karla Bernharda von Moltkego został przeniesiony na plac Großer Stern. Przy ustawianiu monumentu Bismarcka w nowej lokalizacji posągi towarzyszące figurze kanclerza przesunięto o około 1 m w jej kierunku, zaś podstawę monumentu ze stopniami zredukowano o kilka stopni. W przeddzień 50. urodzin Adolfa Hitlera, 19 kwietnia 1939 roku wszystkie przeniesione pomniki zostały odsłonięte w nowym miejscu.
Podczas prowadzonych w latach 1958–1960 prac restauracyjnych przy monumencie z podstawy jego cokołu zniknęło sześć wykonanych z brązu reliefów – trzy z nich przedstawiały sceny z przygotowań do założenia Cesarstwa Niemieckiego w 1871 roku. W późniejszych latach na miejscach reliefów zamontowano płyty z czerwonego granitu.
W sierpniu 2017 roku cokół i część posągu Bismarcka z pomnika zostały obrzucone workami z czerwoną farbą przez nieznanych sprawców. Niedługo później szkody zostały usunięte przez zakontraktowaną przez urząd okręgowy (niem. Bezirksamt) firmę.
W lipcu 2020 roku posągi wchodzące w skład pomnika zostały oblane złotą i różową farbą, na cokole namalowano czarną farbą napis Decolonize Berlin (pol. „Zdekolonizować Berlin”), zaś na otaczającym monument ogrodzeniu zawisły podpisane przez grupę o nazwie Decolonize Berlin ulotki, w których autorzy domagali się „rozprawienia się ze zbrodniami niemieckiego kolonializmu”. Niemiecka Agencja Prasowa początkowo powiązała zniszczenie pomnika ze związkiem Decolonize Berlin e.V., którego nazwa widniała na ulotkach przy monumencie. W e-mailu, który otrzymała agencja, przedstawiciele związku mieli oświadczyć, że w nocy „upiększali” ulice obok pomnika, a także, że „będą stawiać opór, jeśli miasto będzie tolerować morderców i rasistów na cokołach oraz tablicach z nazwami ulic”. Wieczorem tego samego dnia władze związku Decolonize Berlin e.V. zakomunikowały jednak, że ich organizacja nie była zaangażowana w akcję zniszczenia pomnika. Rzecznik berlińskiej policji oświadczył przy tym, że służba ta wie o sprawie, lecz nie powiedział, czy zostało wszczęte śledztwo. Wówczas w ramach ruchu Black Lives Matter w całych Niemczech trwała debata o niemieckiej kulturze pamięci i pomnikach przedstawicieli niemieckiego kolonializmu. Wiele osób postrzega Ottona von Bismarcka jako antydemokratę i pioniera niemieckiego kolonializmu. Kilka dni po zniszczeniu pomnik został całkowicie oczyszczony z farby.

## Opis
Pomnik ma 15 m wysokości, 20 m szerokości i 12 m głębokości. Jest otoczony ogrodzeniem. Składa się ze zbudowanego z polerowanego czerwonego granitu cokołu i stojącego na nim, mającego 6,6 m wysokości oraz wykonanego z brązu posągu Ottona von Bismarcka.
Bismarck został przedstawiony w postawie wyprostowanej. Ma on na głowie pikielhaubę i jest ubrany w mundur kirasjerów z Halberstadt, od których w 1894 roku otrzymał funkcję szefa pułku. Mundur ten zawsze miał na sobie, gdy brał udział w posiedzeniach Reichstagu. Kanclerz w lewej dłoni trzyma rękojeść, wystającego spod mundurowego surdutu, pałasza, zaś prawą ma położoną na akcie założycielskim Cesarstwa Niemieckiego, leżącym na stosie kamieni przykrytym suknem.
Na przedniej części cokołu, na którym stoi posąg, znajduje się prosty napis BISMARCK, zaś na tylnej widnieje dedykacja DEM ERSTEN REICHSKANZLER, DAS DEUTSCHE VOLK, 1901 (pol. „Pierwszemu kanclerzowi Rzeszy, lud niemiecki, 1901”). Dodatkowo na plincie z lewej strony jest obecne odlane oznaczenie REINHOLD BEGAS fec. Na lewej i prawej stronie cokołu są umieszczone dwa wykonane z brązu prostokątne reliefy. Na reliefie z lewej strony ukazane jest popiersie Ottona von Bismarcka, nad którym znajdują się dwa putta. Po lewej stronie przed nim siedzi młodzieniec trzymający łuczywo, zaś po prawej stronie stoi młodzieniec dmuchający w trąbkę. Relief z prawej strony przedstawia z kolei siedzącą na cokole sowę, przed którą leżą książki, zapieczętowana rolka papieru (akt założycielski Cesarstwa Niemieckiego) i gałązka lauru, zaś po lewej stronie znajduje się stos broni. Nad sową krążą w powietrzu kruki. Cokół spoczywa na wykonanej z polerowanego czerwonego granitu, mającej stopnie podstawie o rzucie prostokąta z wybrzuszeniami w przedniej i tylnej części – na tych wybrzuszeniach znajdowały się niegdyś zaginione w latach 1958–1960 reliefy z brązu.
Na podstawie cokołu znajdują się otaczające go cztery posągi postaci, będących alegoriami osiągnięć osoby, którą upamiętnia pomnik i symbolizujących jej bohaterstwo. Z przodu jest niosący na plecach kulę ziemską, klęczący Atlas jako symbol potęgi Bismarcka i dźwigania przez niego losu swojego ludu. Z tyłu znajduje się Sygurd wykuwający miecz jako „kowal Rzeszy”. Dawniej posąg Sygurda był zwrócony w stronę gmachu Reichstagu. Po lewej stronie cokołu jest odpoczywająca na plecach Sfinksa i czytająca książkę Sybilla, będąca symbolem mądrości państwowej. Po prawej stronie znajduje się uosabiająca władzę państwową Germania, która przydeptuje stopą lamparta, będącego symbolem buntu i niezgody.

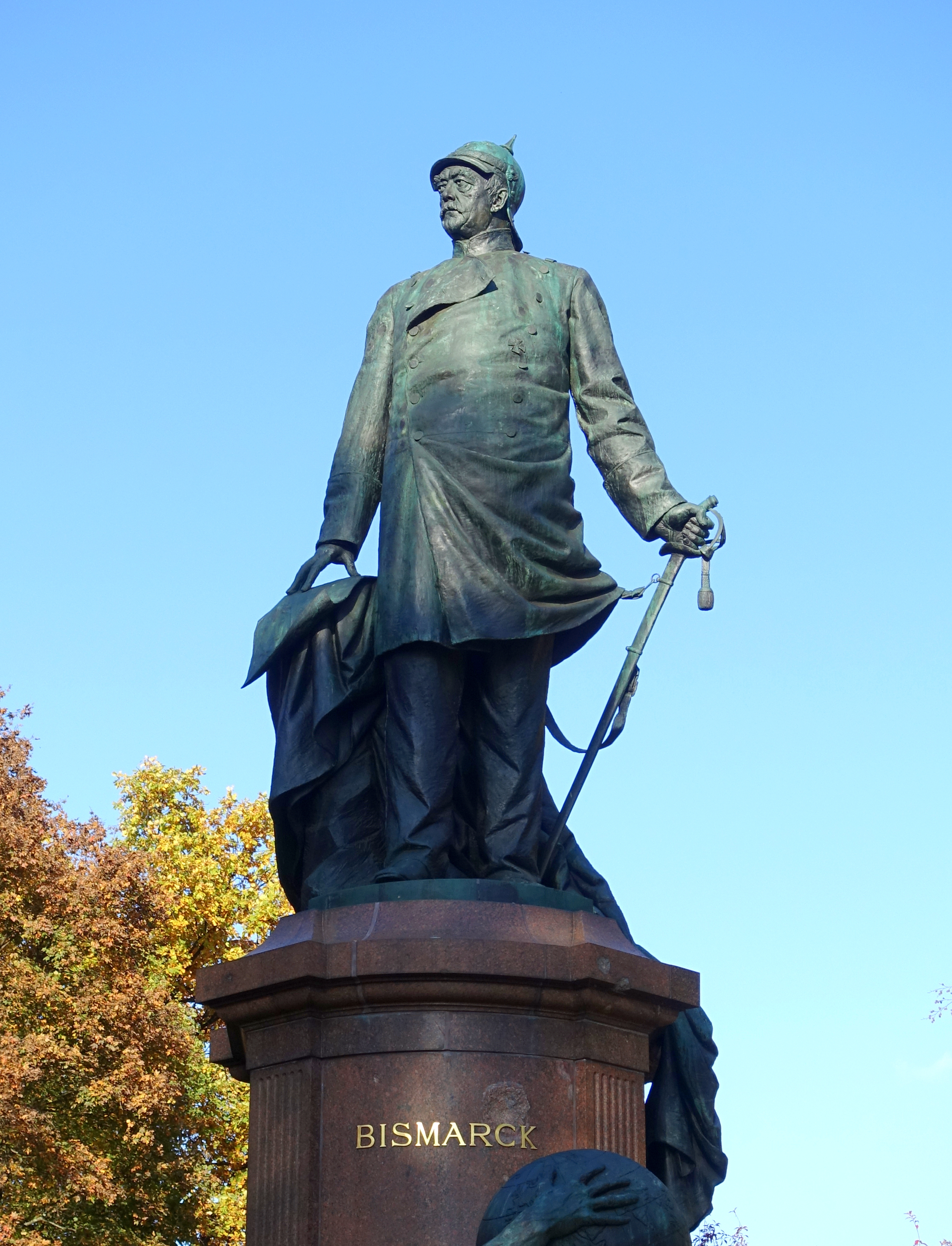
Posąg Ottona von Bismarcka
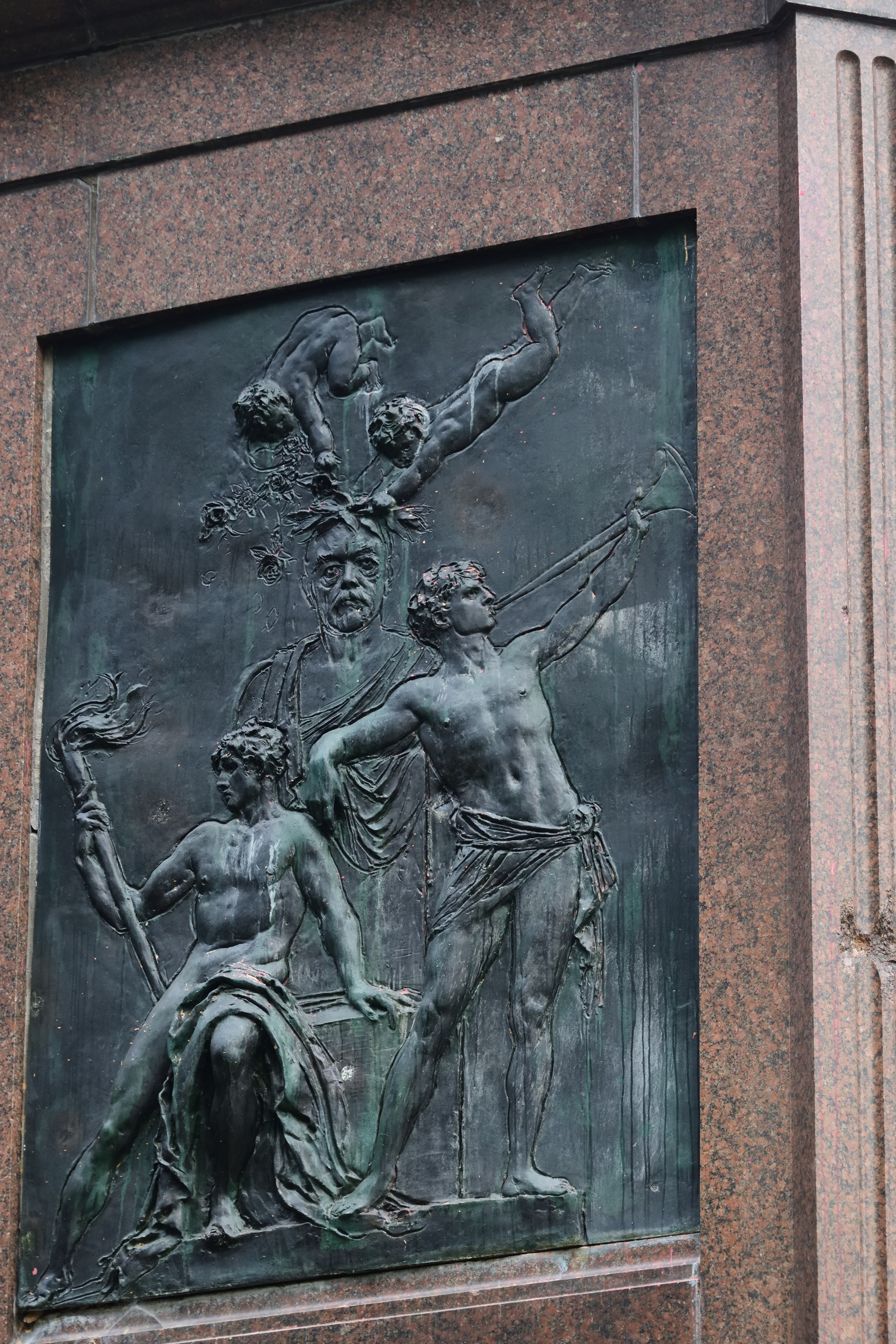
Relief z lewej strony cokołu
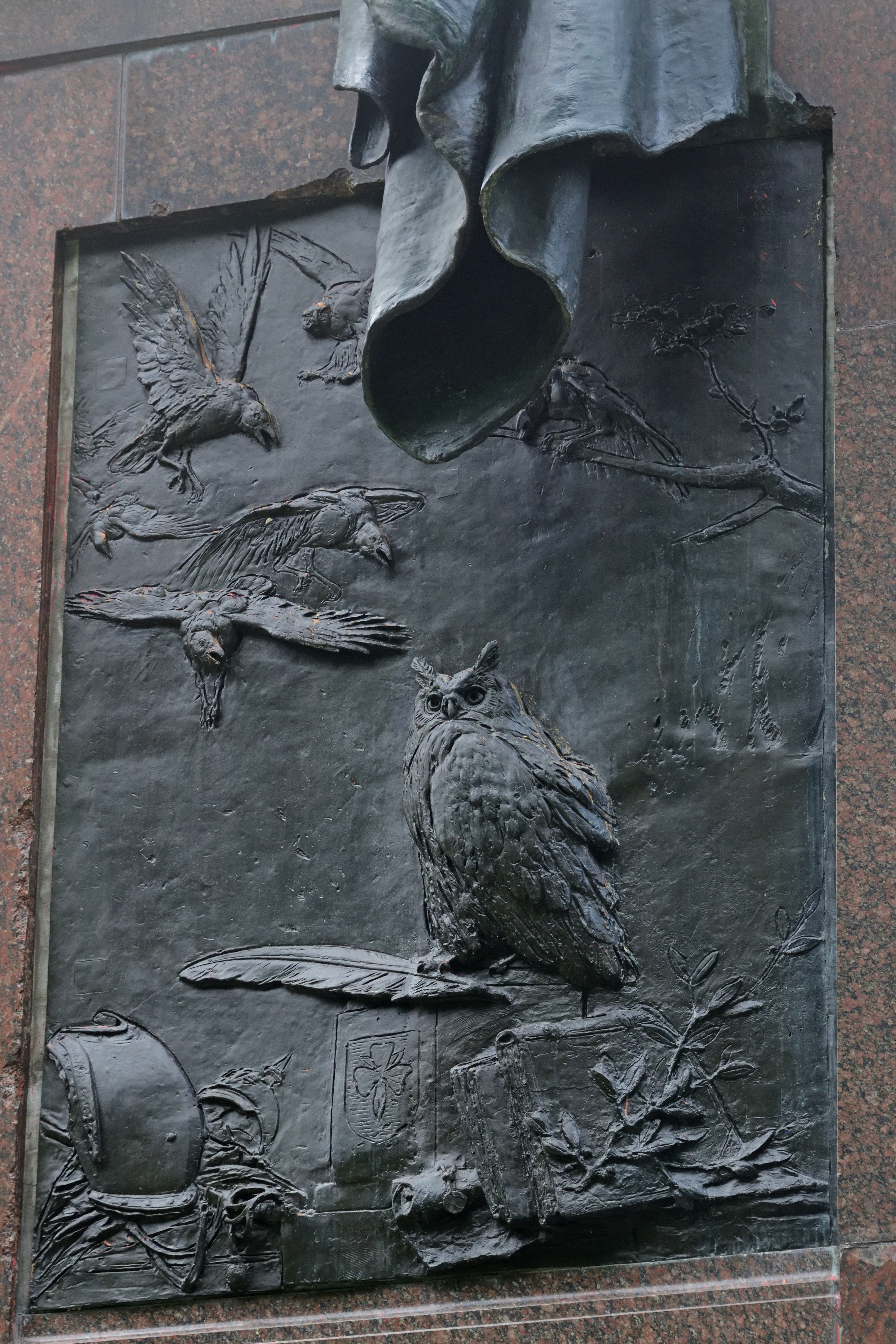
Relief z prawej strony cokołu
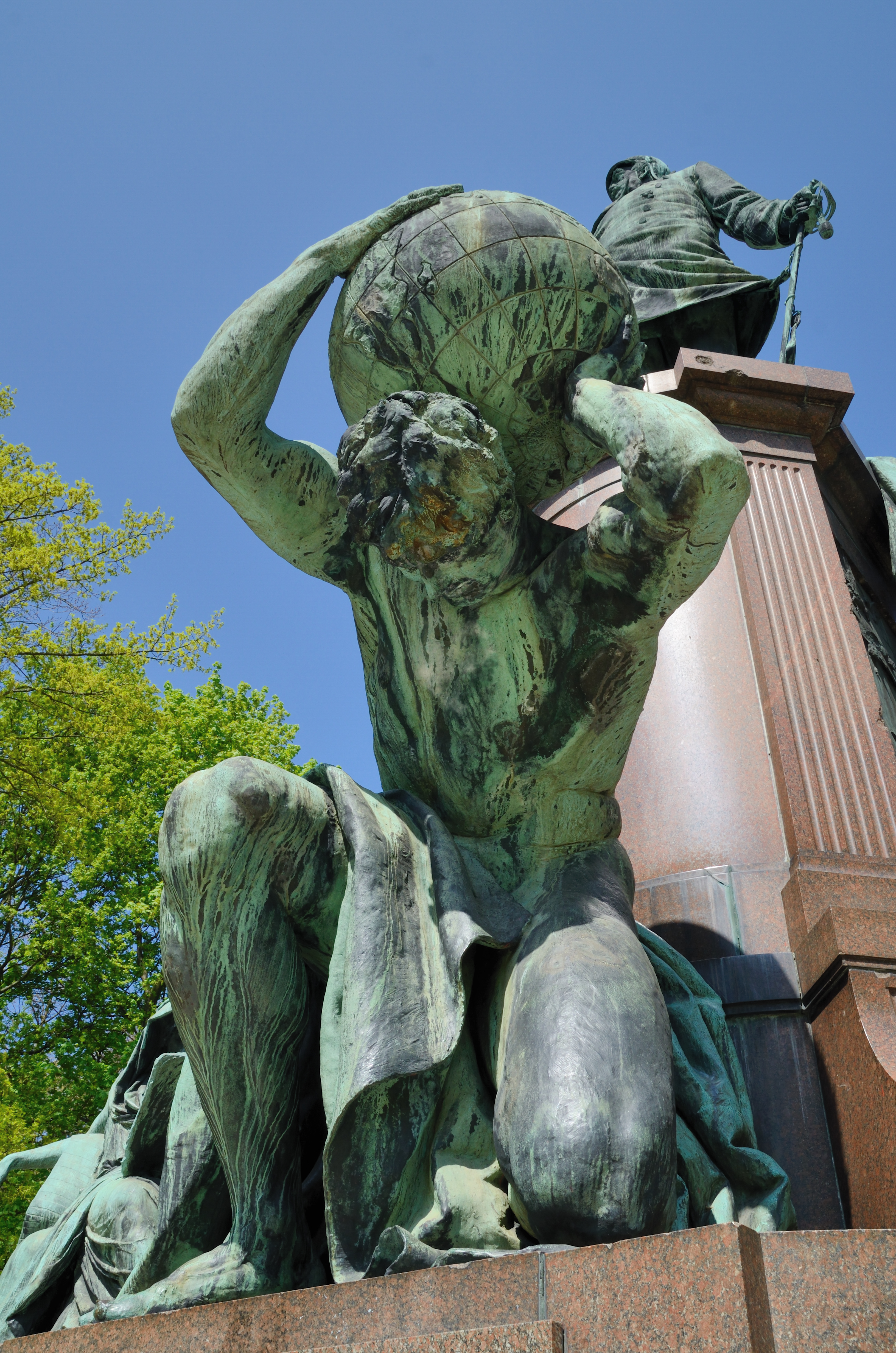
Posąg Atlasa
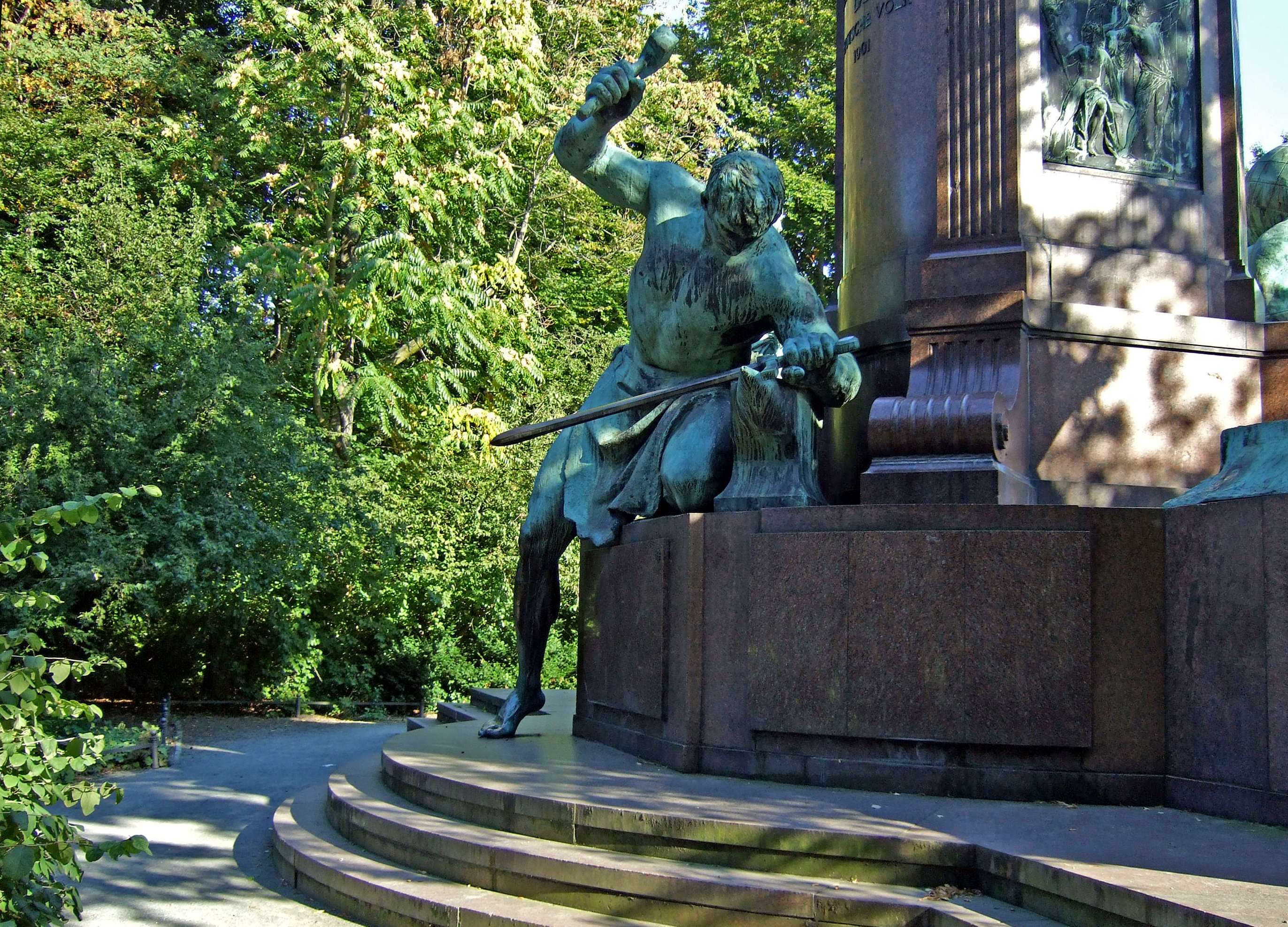
Posąg Sygurda
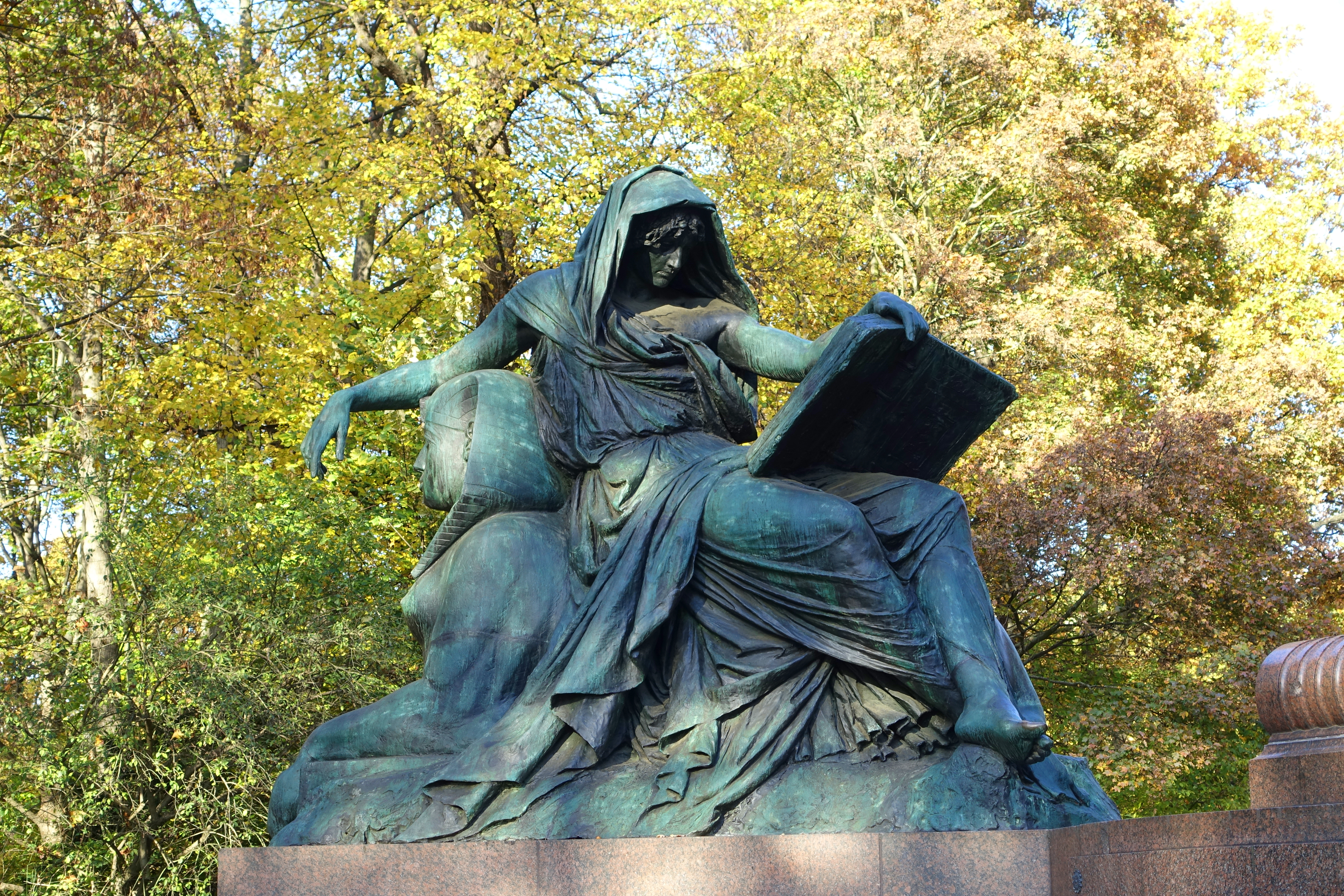
Posąg Sybilli
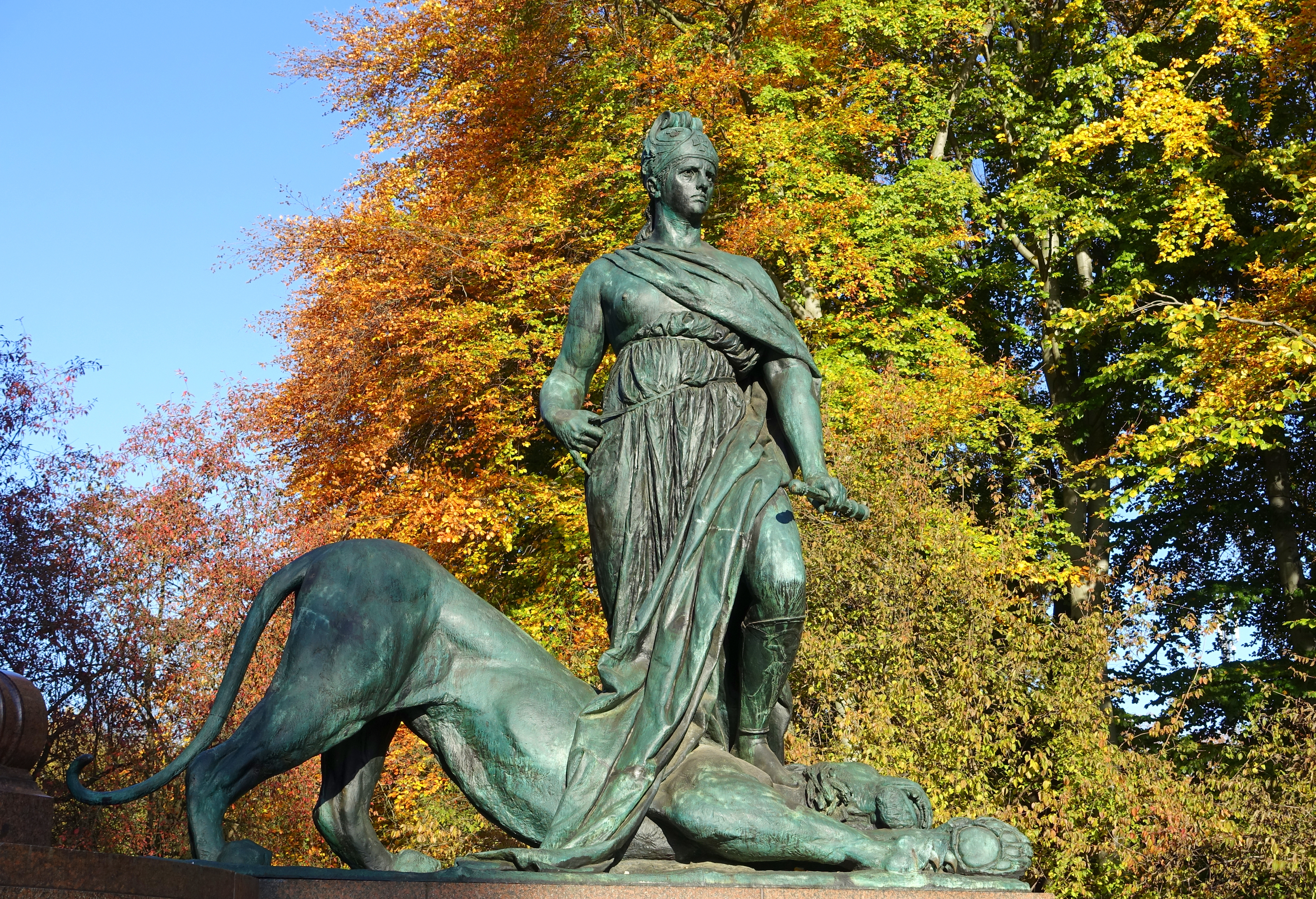
Posąg Germanii